# Aron, Mayenne
Aron är en kommun i departementet Mayenne i regionen Pays de la Loire i nordvästra Frankrike. Kommunen ligger i kantonen Mayenne-Est som tillhör arrondissementet Mayenne. År 2022 hade Aron 1 830 invånare.

## Befolkningsutveckling
Antalet invånare i kommunen Aron
| Referens: INSEE |